# Locomotive SV 1-5
Le locomotive 1 ÷ 5 (poi gruppo 24) della Società Veneta erano un gruppo di locotender di rodiggio 0-2-1, progettate per l'esercizio della ferrovia Parma-Suzzara.

## Storia
Le locomotive furono costruite nel 1883 dalla Henschel per l'esercizio della Parma-Suzzara, aperta il 27 dicembre di quell'anno e gestita dal consorzio per la Ferrovia Parma-Guastalla-Suzzara, che il 1º gennaio 1885 subcedette l'esercizio alla SV, affidando alla stessa anche il materiale rotabile.
Le locomotive rimasero sempre in servizio sulla linea emiliana, con l'eccezione della n° 3, che nel 1911 risultava dislocata sulla ferrovia Bologna-Portomaggiore. Nell'ambito della riclassificazione delle locomotive a vapore della "Veneta" (1915), le cinque locomotive costituirono il gruppo 24, con matricole 240 ÷ 244.
Nel 1947 le locomotive risultavano tutte esistenti e assegnate alla Parma-Suzzara, finendo radiate a fine anni Cinquanta, con la dieselizzazione della linea: nel 1958 nessuna locomotiva del gruppo risultava essere in carico alla SV.

## Caratteristiche
Di aspetto, prestazioni e dimensioni simili alle locomotive SV dei gruppi 22 e 23, le 1 ÷ 5 erano locotender a vapore saturo a semplice espansione, a 2 cilindri esterni con distribuzione Allan. Avevano una potenza di 165 CV e una velocità massima di 55 km/h. Il rodiggio era 0-2-1.

## Prospetto delle unità[8]
| Numerazione originaria | Numerazione definitiva | Anno di costruzione | Costruttore | N. costruzione |
| ---------------------- | ---------------------- | ------------------- | ----------- | -------------- |
| 1 - Spezia             | 240                    | 1883                | Henschel    | 1673           |
| 2 - Parma              | 241                    | 1883                | Henschel    | 1674           |
| 3 - Guastalla          | 244                    | 1883                | Henschel    | 1675           |
| 4 - Suzzara            | 242                    | 1883                | Henschel    | 1676           |
| 5 - Brennero           | 243                    | 1883                | Henschel    | 1677           |